# Viação Madureira Candelária
Viação Madureira Candelária  foi uma empresa brasileira de transporte coletivo urbano da cidade do Rio de Janeiro. Era uma concessionária municipal, sendo filiada à Rio Ônibus.
A mesma foi fundada na década de 1950 e seu nome vem do trajeto inicial de sua primeira linha (numeral 355).
A empresa atuou principalmente na ligação entre o centro da cidade e o subúrbio da Zona Norte. Após a padronização imposta pelo poder público municipal em 2010, deixou suas cores originais e passou a adotar as cores do Consórcio Internorte.

Devido a dificuldades financeiras e greve de funcionários, encerrou suas atividades em maio de 2018.